# Dezső Czigány

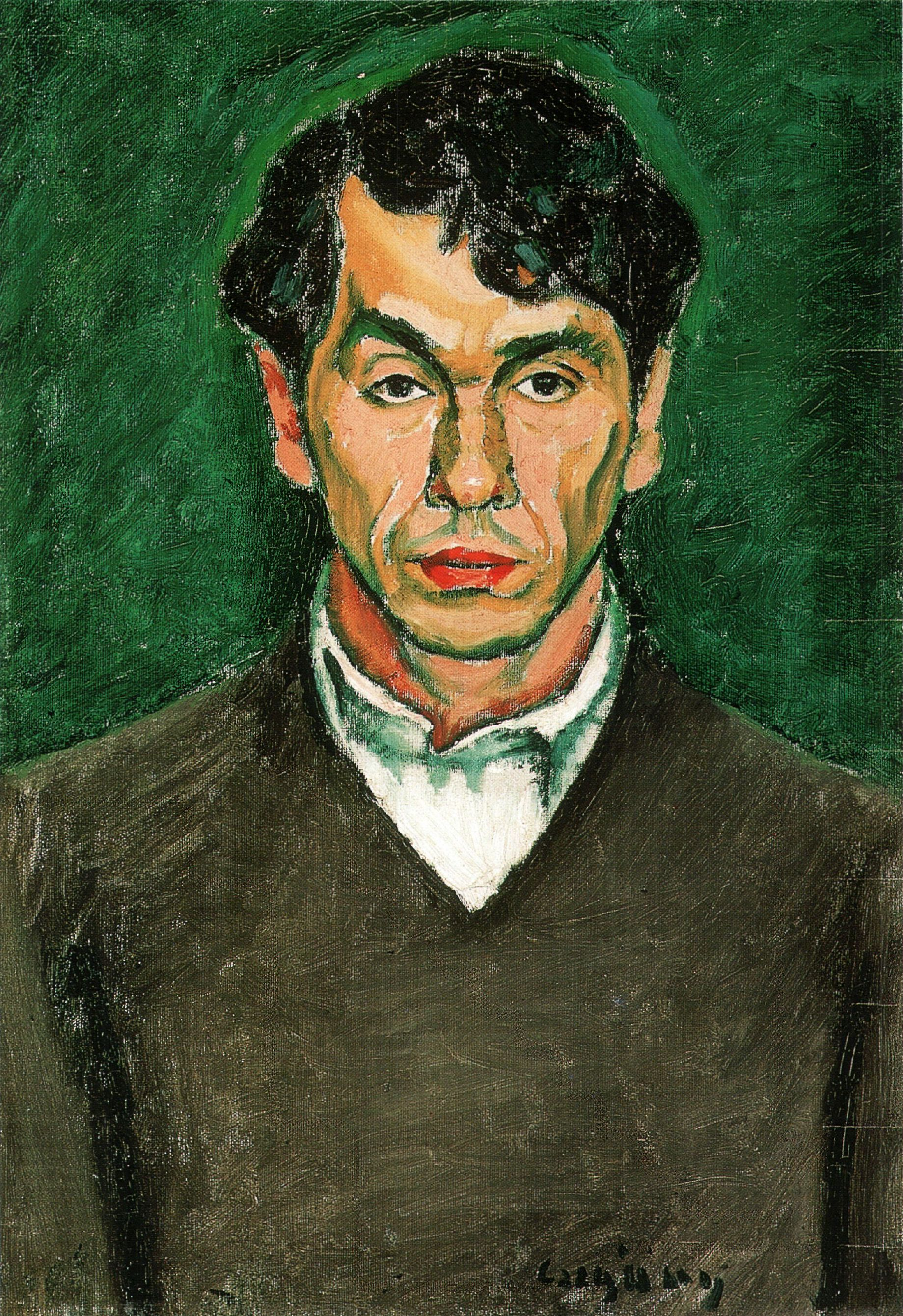
Selbstporträt (1909)

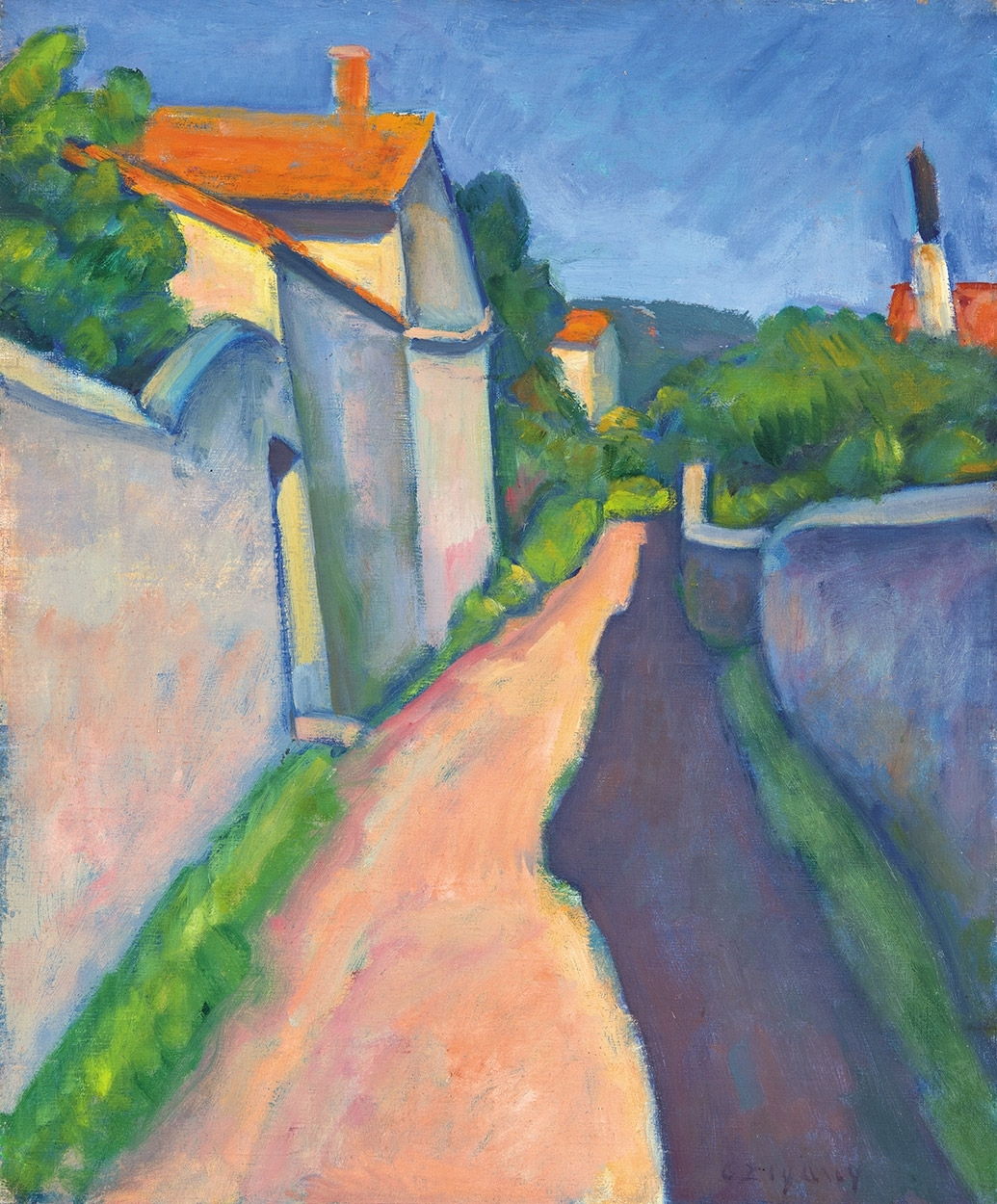
Straßenzeile, um 1935

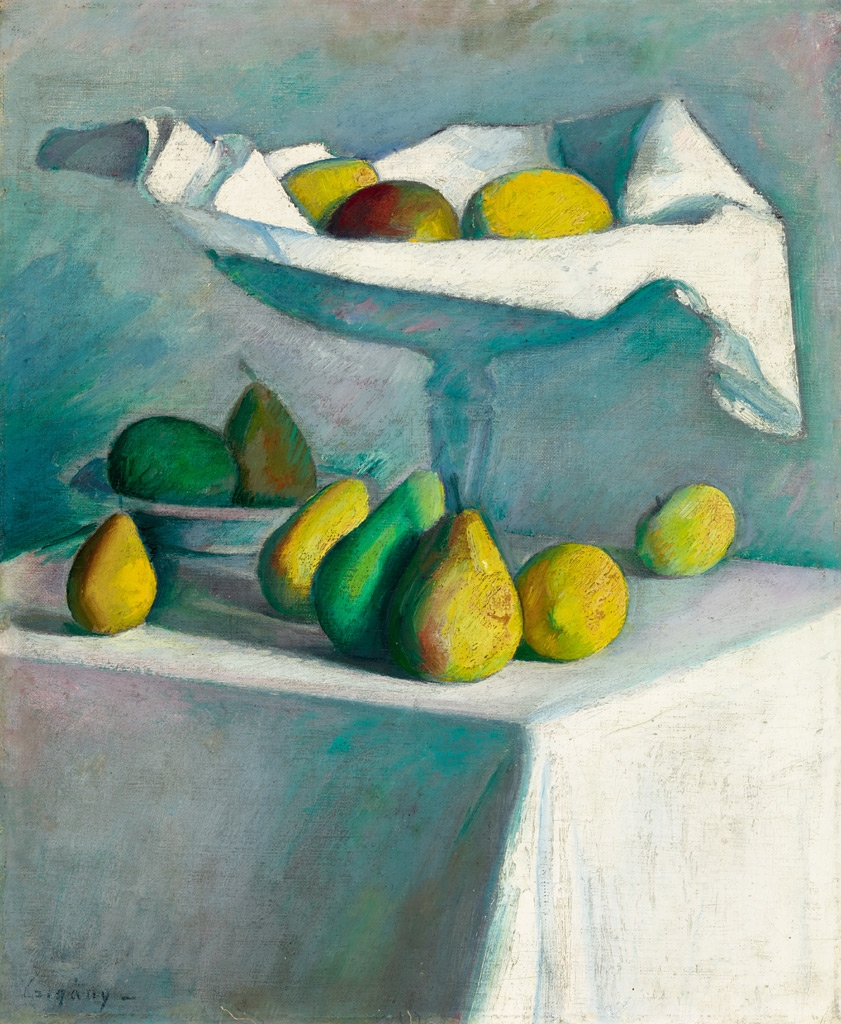
Stillleben mit aufgestellten Birnen, um 1915

Dezső Czigány (* 1. Juni 1883 in Budapest, Österreich-Ungarn; † 31. Dezember 1937 in Budapest) war ein ungarischer Maler, Mitglied der MIÉNK, der Acht und der Neuen Gesellschaft Bildender Künstler (KUT). Er wurde vor allem durch seine frühen fauvistischen Selbstporträts, später durch seine – von Cézanne beeinflussten – Stillleben und Landschaftsgemälde bekannt.

## Leben
Czigány, geboren als Dezső Wimmer, studierte zunächst in Budapest, dann an der Münchener Akademie und in der Künstlerkolonie in Nagybánya bei dem naturalistischen Maler Simon Hollósy. Im Jahr 1900 nahm er den Namen Czigány an, mit dem alle seine bekannteren Arbeiten signiert sind. 1904 kam Czigány erstmals nach Paris, wo er vorübergehend an der Académie Julian unter Jean-Paul Laurens studierte. Von den französischen Malern übten insbesondere Paul Cézanne, Paul Gauguin, Henri Matisse und Félix Vallotton Einfluss auf seine Arbeit aus. Im Frühjahr 1906 stellte Czigány im Salon des Indépendants aus; er wurde auch von der Société des Artistes Indépendants zum Ehrenmitglied ernannt. Noch im selben Jahr kehrte er nach Budapest zurück. In Paris freundete er sich mit dem Dichter Endre Ady an, unter dessen Einfluss er zum Protestantismus konvertierte. Als einziger durfte Czigány den Dichter mehrmals porträtieren. Seinem auf Erdtöne reduzierten monochromen Porträtstil, der am ehesten mit dem Symbolismus des Franzosen Eugène Carrière zu vergleichen ist, blieb er auch während seiner fauvistischen bzw. von Cézanne beeinflussten Phasen verbunden.
Er nahm vom Anfang an an den Ausstellungen des Kreises der ungarischen Impressionisten und Naturalisten teil. An der ersten Kunstausstellung der Acht – mit dem Titel „Neue Bilder“ – stellte er seine Werke aus, sein oft als „grünfarbiges Monster“ erwähntes Selbstbildnis löste heftiges Widergefühl aus einem Teil der Besucher und Kritiker aus. Die während dieser Zeit geborenen Gemälde rechnet seine Kunst zu den ungarischen Wilden. Die wichtigsten Bilder seiner Fauves-Epoche sind Porträts, darunter die Doppel-Porträtreihe von seiner Mutter und von der ersten Ehefrau. Czigány malte mehrere Bildnisse auch über Pablo Casals, den er im Jahr 1910 anlässlich eines Konzerts des Cellisten in Budapest kennenlernte. Auch er selbst spielte Cello und laut Zurückerinnerung von Róbert Berény „gaben es drei Heiligkeiten im Leben Dezső Czigánys /.../: Cézanne, Ady und Casals.“  Nach der Jahrzehntwende kam seine Malkunst immer mehr unter Einfluss der Wirkung Cézannes; seine Landschaftsbilder und Stillleben folgten von nun an am ehesten die strenge Kompositionsordnung des Meisters von Aix, parallel dazu sind seine Rollenspiel-Porträts mit schaurigender seelkundlicher Kraft oder eben mit Selbstironie gefüllt.
Wie Károly Kernstok, Bertalan Pór und Ödön Márffy probierte auch Czigány die monumentale murale Arbeit aus: Er arbeitete an dem Wandbild des Budapester Parksantoriums.
Er nahm an der dritten Kunstausstellung der Acht nicht teil, während des Ersten Weltkrieges wurde er zum Militärdienst nicht einberufen, wahrscheinlich wegen des rätselhaften Todes seiner zweiten Frau. In den 1920er Jahren schloss er sich an KUT an, dann lebte er in der zweiten Hälfte des Jahrzehntes in Paris und Nizza. 1930 kehrte er endgültig nach Budapest zurück. In der Silvesternacht 1937 erschoss er aus Verbitterung seine dritte Frau, seine Tochter und seinen Enkel und nahm sich anschließend das Leben.
Im Jahr 1944 wurde sein Sammelwerk an einer Nachlassausstellung zur Schau gestellt, zahlreiche seiner Werke kamen in Privatsammlungen, aber heute schon sind immer mehrere von der Ungarischen Nationalgalerie und von vorzüglichen Museen wie vom Janus Pannonius Museum in Pécs, von der Deák-Sammlung in Székesfehérvár, vom Rippl-Rónai Museum in Kaposvár aufbewahrt.